# Manettia bangii
Manettia bangii är en måreväxtart som först beskrevs av Henry Hurd Rusby, och fick sitt nu gällande namn av Paul Carpenter Standley. Manettia bangii ingår i släktet Manettia och familjen måreväxter. Inga underarter finns listade i Catalogue of Life.